# Jost Dillier

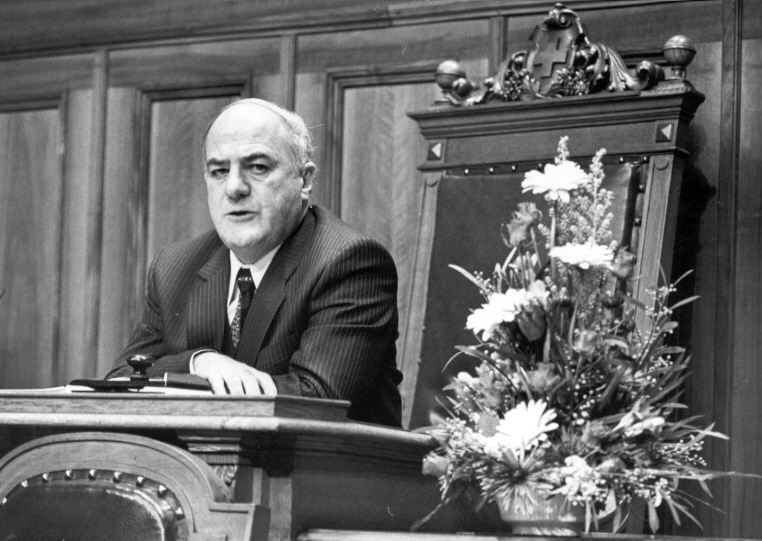
Jost Dillier als Ständeratspräsident (1981)

Jost Dillier (* 9. Juli 1921 in Sarnen; † 28. April 2016 ebenda; heimatberechtigt in Sarnen und Kerns) war ein Schweizer Politiker (CVP).

## Ausbildung und Beruf
Dillier besuchte die Primarschule und das Gymnasium in Sarnen, wo er der Subsilvania Sarnen, einer Sektion des Schweizerischen Studentenverein beitrat, und begann dann sein Rechtsstudium an der Universität Freiburg (Schweiz). 1948 wurde er zum Doktor promoviert und erlangte im gleichen Jahr das Anwaltspatent. Ab 1949 führte er in Sarnen ein eigenes Büro. Von 1950 bis 1985 war Dillier nebenamtlicher Staatsanwalt des Kantons Obwalden, wo es auch zu seinen Aufgaben gehörte, gegen die Wilde Ehe vorzugehen. Zwischen 1957 und 1966 war er als Redaktor beim Obwaldner Volksfreund tätig.
Dillier war verheiratet mit Elisabeth Dillier-Keel (1929–1995).

## Politische Laufbahn
Sein erstes politisches Amt übernahm Dillier 1950, als er in den Bürgergemeinderat und in den Dorfschaftsgemeinderat von Sarnen gewählt wurde. Ab 1952 war er im Sekretariat der Konservativen Volkspartei (ab 1957 Konservativ-christlichsoziale Volkspartei, ab 1970 CVP) von Obwalden tätig. 1958 war er Präsident des Einwohnergemeinderats und wurde im gleichen Jahr in den Obwaldner Kantonsrat gewählt. 1966 übernahm er das Präsidentenamt der CVP Obwalden, welcher er bis 1979 vorstand. Im Jahre 1970 schied er aus dem Einwohnergemeinderat aus und nahm dann im gleichen Jahr Einsitz in den Verwaltungsrat der Obwaldner Kantonalbank. Am 1. Juni 1970 erfolgte die Wahl in den Ständerat, wo er in vielen Kommissionen arbeitete. Am 30. November 1981 wurde er als Ständeratspräsident gewählt, aber im laufenden Amtsjahr am 25. April 1982 von der Obwaldner Landsgemeinde als Ständerat nicht wiedergewählt. 1976 bis 1991 war er Präsident der Eidgenössischen Kommission für elektrische Anlagen und von 1979 bis 1991 Mitglied und später auch Präsident der IV-Kommission Obwalden.

## Schriften
- Das Parlament als Richter, Dissertation iur. Freiburg i. Ü., Lungern 1948.
- Obwalden 1945–1995. In: Obwaldner Geschichtsblätter, Heft 21, Sarnen 1997, S. 561–728.
- mit Notker, Hans und Beppi Dillier: Dillier, 1840–1990: 150 Jahre Erfahrung, Firmengeschichte der Dillier AG, Sarnen 1990 (online verfügbar).